# Aubenas
Aubenas – miejscowość i gmina we Francji, w regionie Owernia-Rodan-Alpy, w departamencie Ardèche.
Według danych na rok 1990 gminę zamieszkiwało 11 105 osób, a gęstość zaludnienia wynosiła 775 osób/km² (wśród 2880 gmin regionu Rodan-Alpy Aubenas plasuje się na 59. miejscu pod względem liczby ludności, natomiast pod względem powierzchni na miejscu 819.).

## Współpraca
Miejscowości partnerskie:
- Cesenatico, Włochy
- Delfzijl, Holandia
- Palamós, Hiszpania
- Schwarzenbek, Niemcy
- Sierre, Szwajcaria
- Zelzate, Belgia

## Galeria

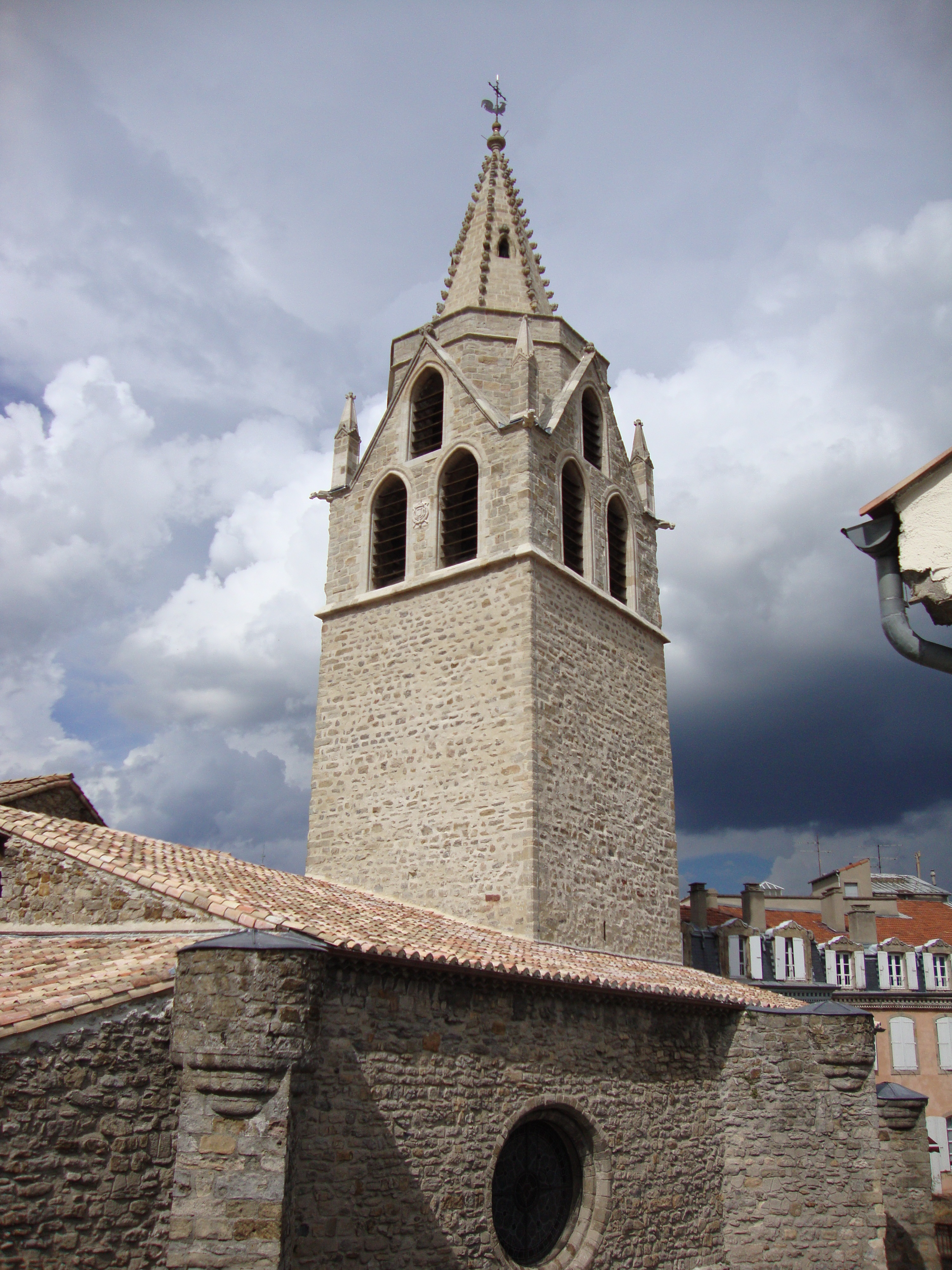
Kościół św. Wawrzyńca (2010)
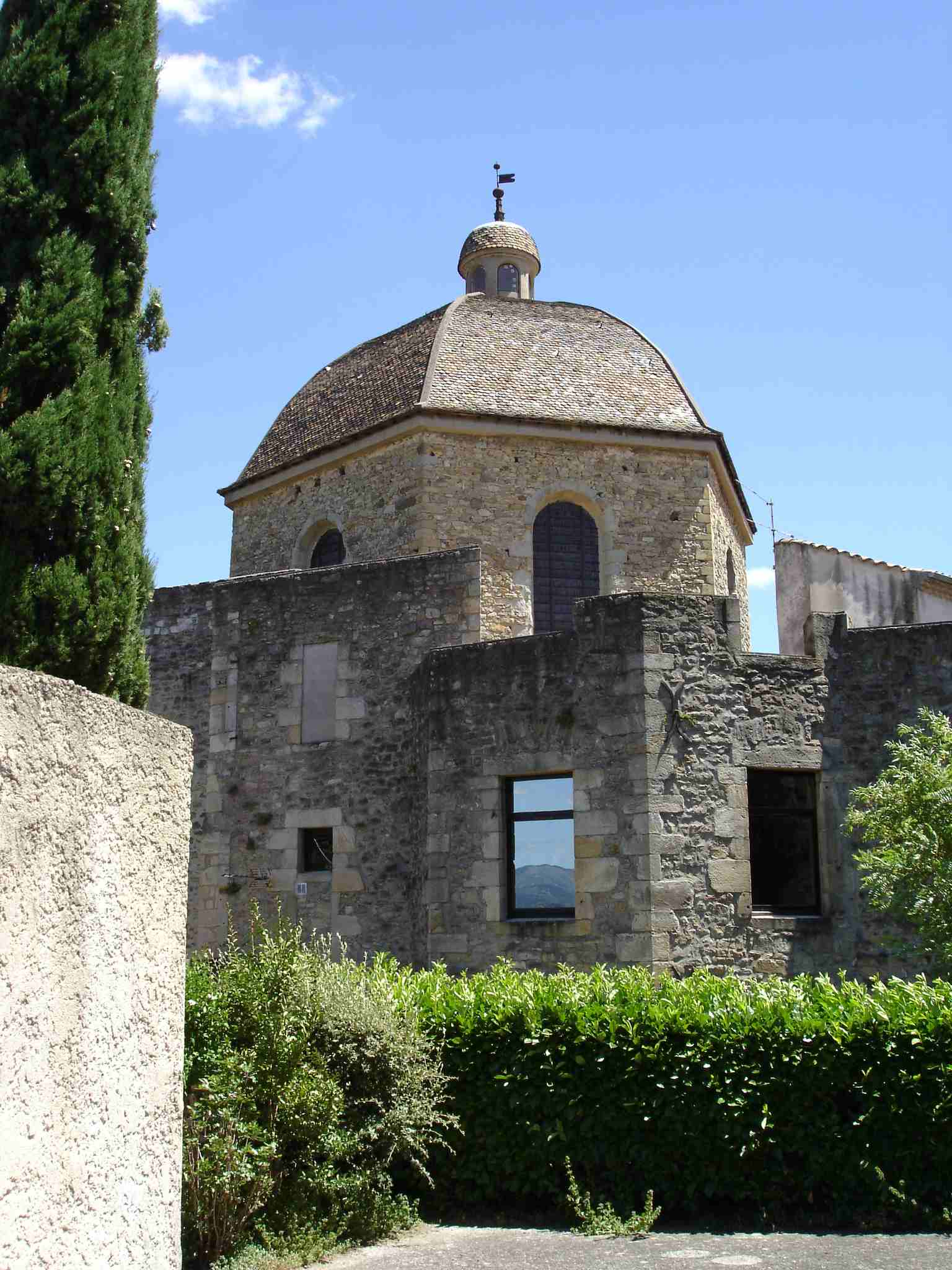
Kaplica św. Benedykta (2005)
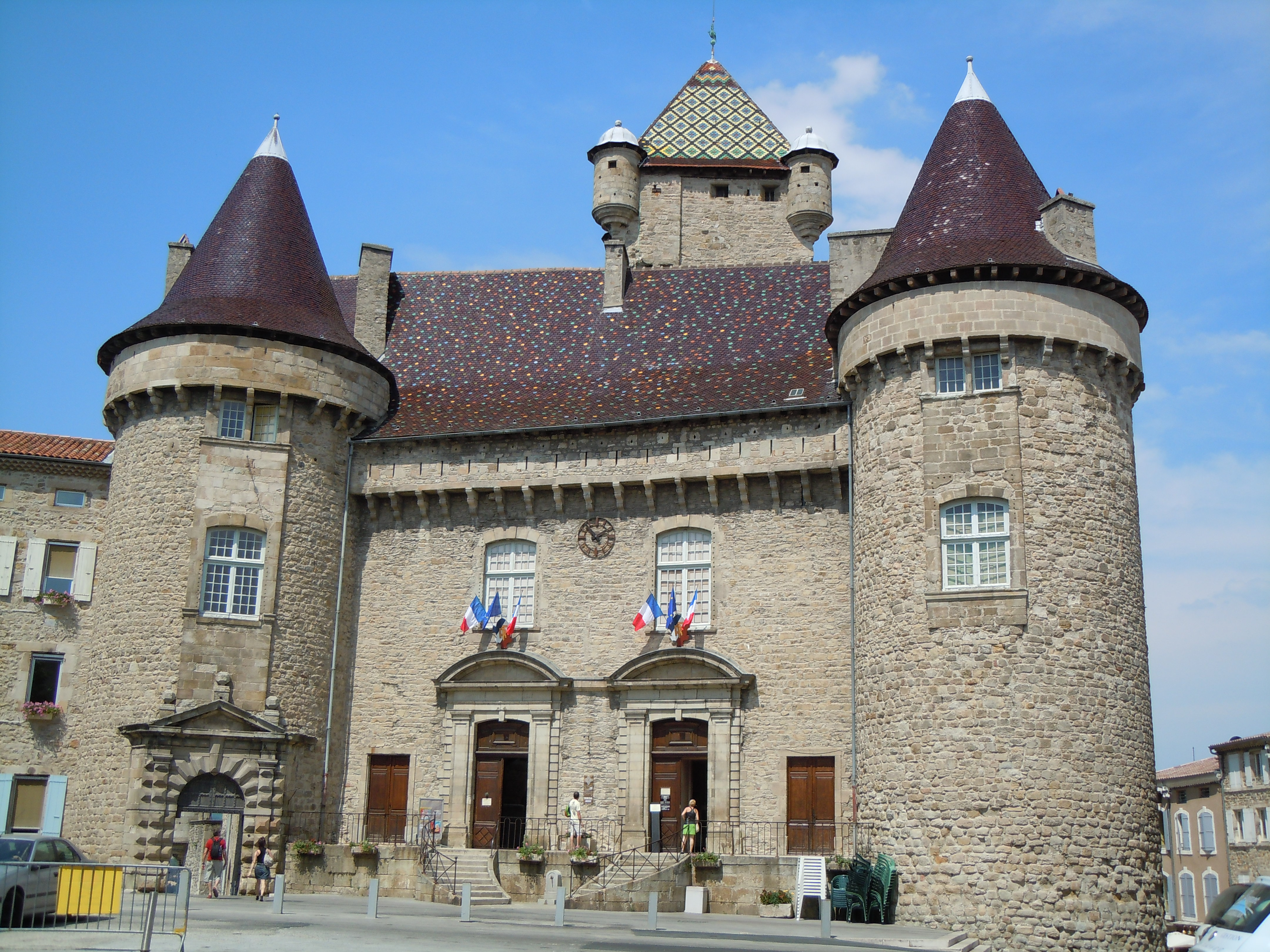
Zamek Aubenas, obecnie ratusz (2010)